# Musée artisanal et rural
Le musée artisanal et rural de Clion est un musée français situé dans le village de Clion, commune rurale appartenant au canton de Saint-Genis-de-Saintonge dans la  partie méridionale du département de la Charente-Maritime.

## Histoire
En 1972, des bénévoles ont commencé à recueillir des outils d'époque et à les rassembler dans l’ancien presbytère avec l’accord de la municipalité. Il se constitue en association culturelle des « Amis du Temps Passé », en 1975,.
Depuis 2001, le musée est aidé par le conseil général de Charente-Maritime, la communauté de communes de la Haute Saintonge, du programme européen Leader et de la municipalité. Il poursuit régulièrement son évolution en réagençant les salles, en permettant l'accès aux personnes à mobilité réduite et en entretenant les lieux, tels que les façades ou les appentis. Les membres de l'association et de nouvelles recrues ont rénové plus de 1 500 outils.
En 2013, le musée recense sept salles à thèmes : l'artisanat, l'agriculture, la forge, l'atelier du menuisier, le chai, les salles de la vie commune et de la classe. Avec sept thèmes : le maréchal-ferrant, le charron, le moissonneur (es), le viticulteur, les vieilles charrues, le boucher ambulant et le distillateur, développés sous les appentis extérieurs.
Situé sur la commune ayant reçu le label, depuis 2010, des réseaux « Villages de Pierres et d’Eau » élaboré par le conseil départemental de la Charente-Maritime, le musée est cité parmi les thématiques valorisantes des lieux avec les chemins de randonnée.
En 2019, il fait partie des huit lieux immanquables de la région de Cognac identifié par la région Nouvelle-Aquitaine et du circuit de découverte du cognac dans l'association pour l'œnotourisme autour de Cognac, « Les étapes du Cognac ».

## Collections
Ce musée est situé au sein d’un parc dont l'aménagement permet l’organisation de toutes sortes de manifestations ou d'évènementiels : concerts, théâtre, brocantes, fêtes de la musique, kermesses et/ou repas.
Ouvert quelques journées au mois de mai et en permanence du 1er juin au 30 septembre, la visite du musée est gratuite.
Il est situé dans un ancien presbytère, où sont exposés plus de 1 500 outils de la vie rurale et artisanale, agricole et viticole, datant de la fin du XIXe siècle et du début du XXe siècle.
Tous ces objets sont issus de la campagne saintongeaise. Ils sont répartis dans sept salles d'exposition sur 200 m2 représentant différents corps de métier de la vie rurale d'antan, ainsi que 600 m2 d'appentis extérieurs où se trouvent exposés d'autres corps de métiers d'anciennes époques.

### Galerie

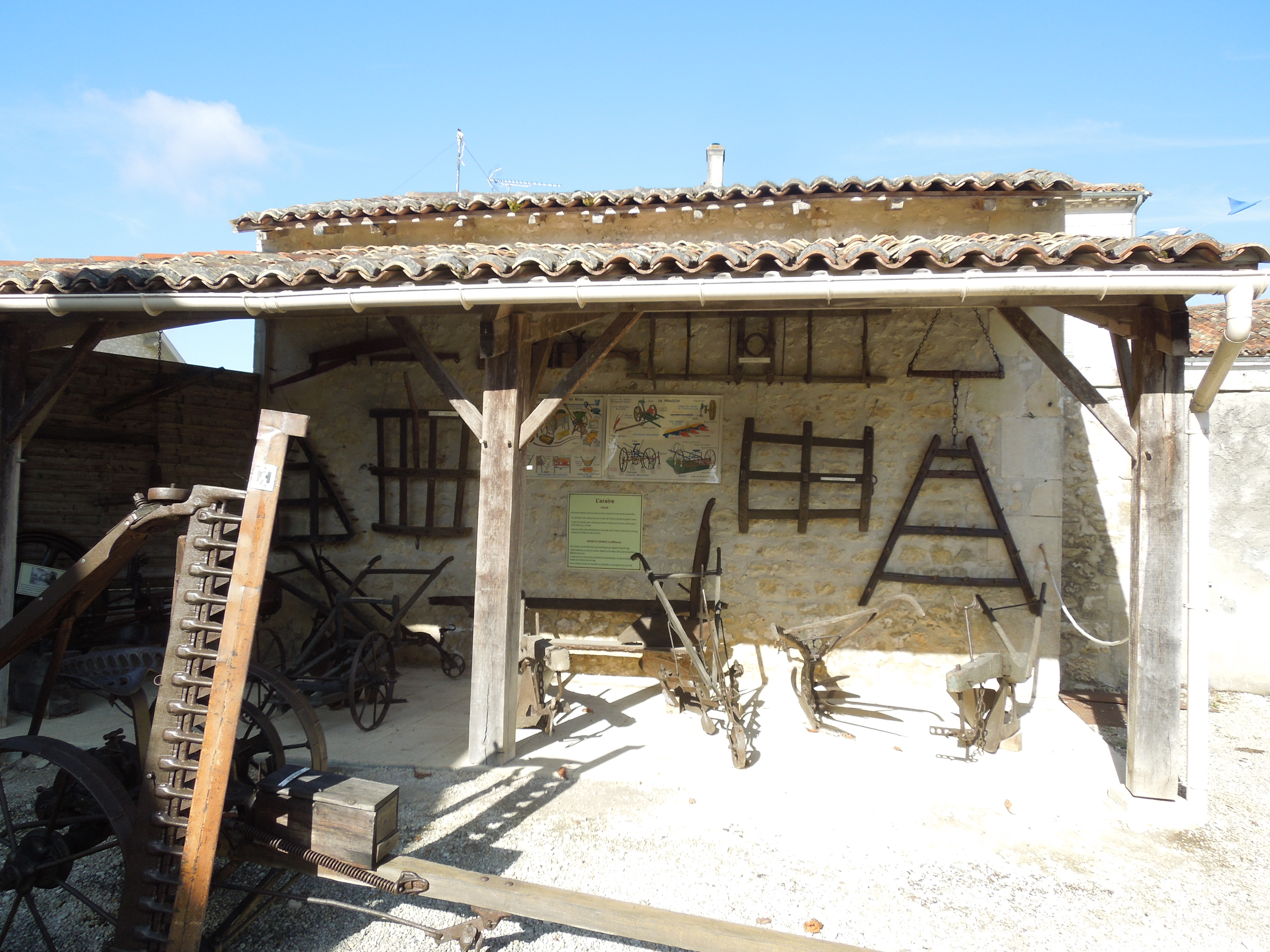
Les outils agricoles.
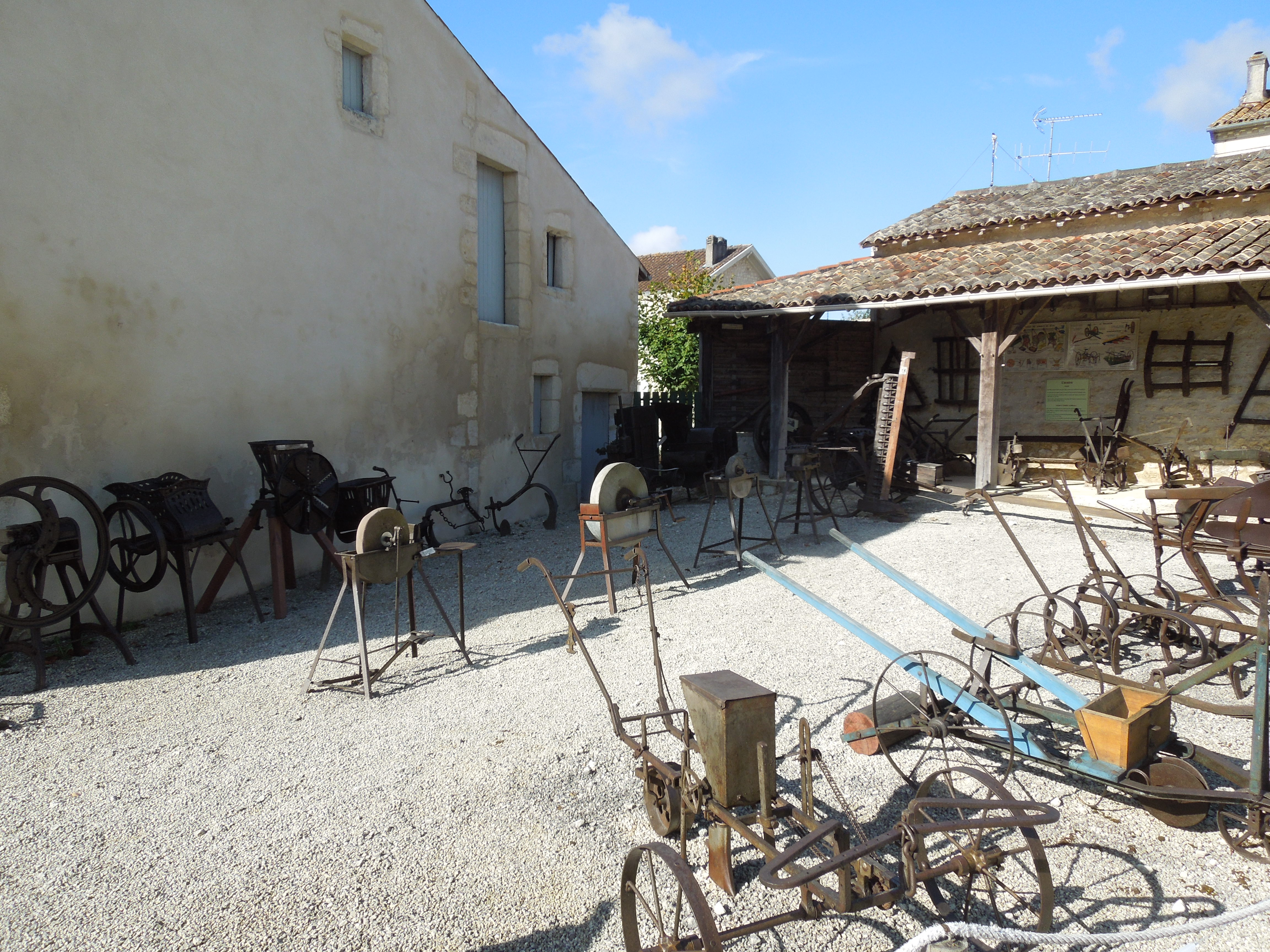
Les machines agricoles.
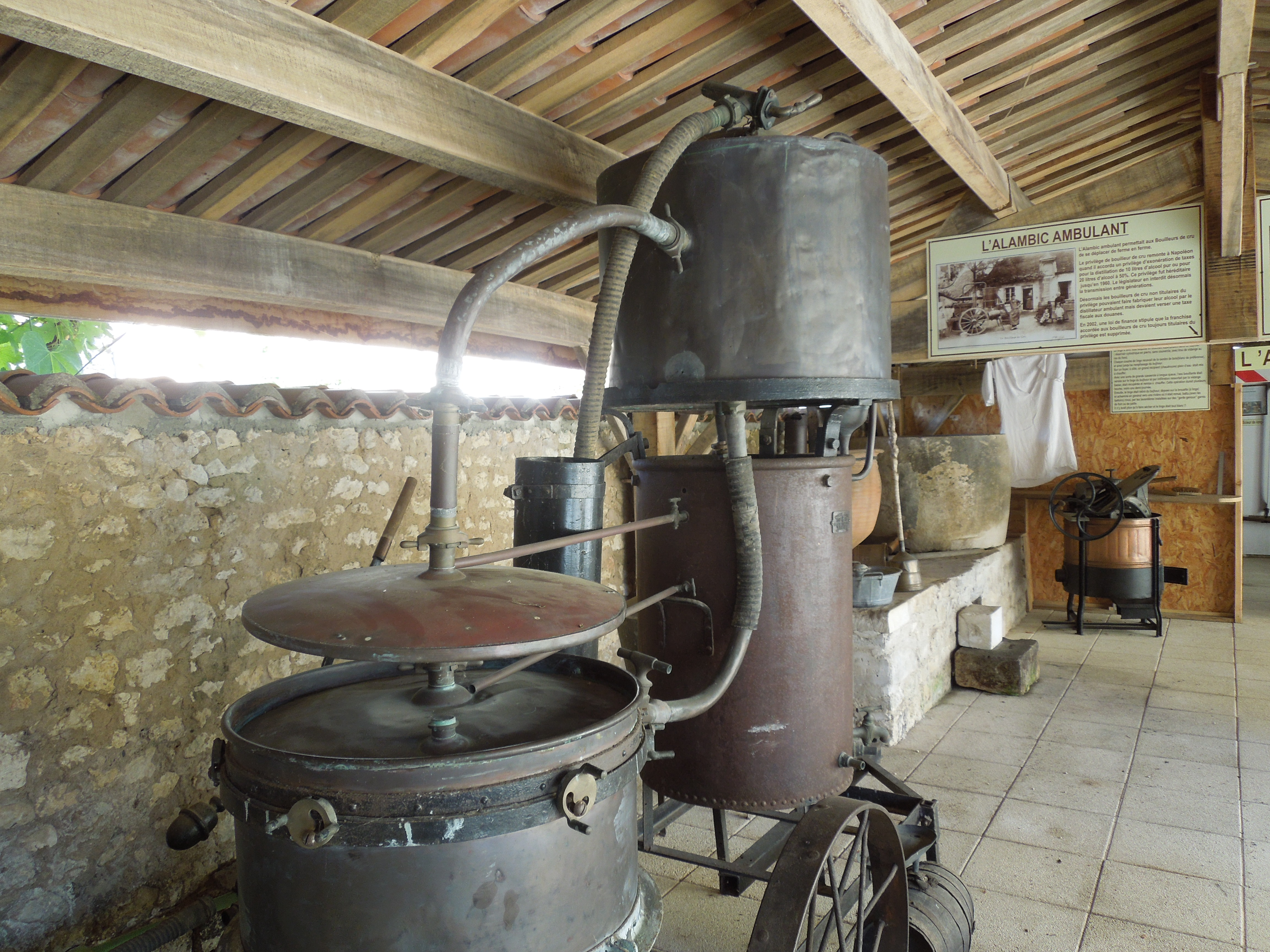
La distillerie itinérante.
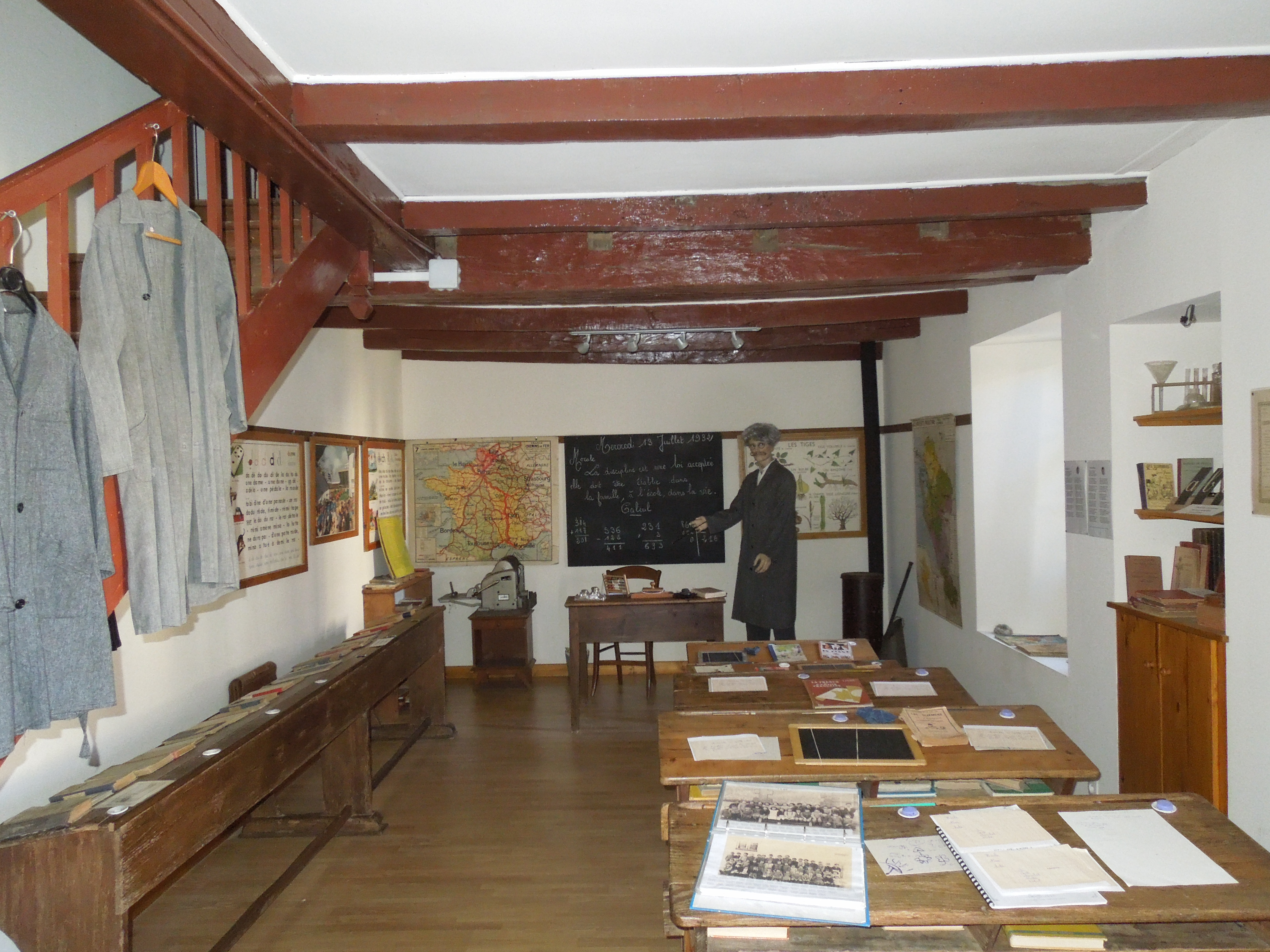
La salle de classe.
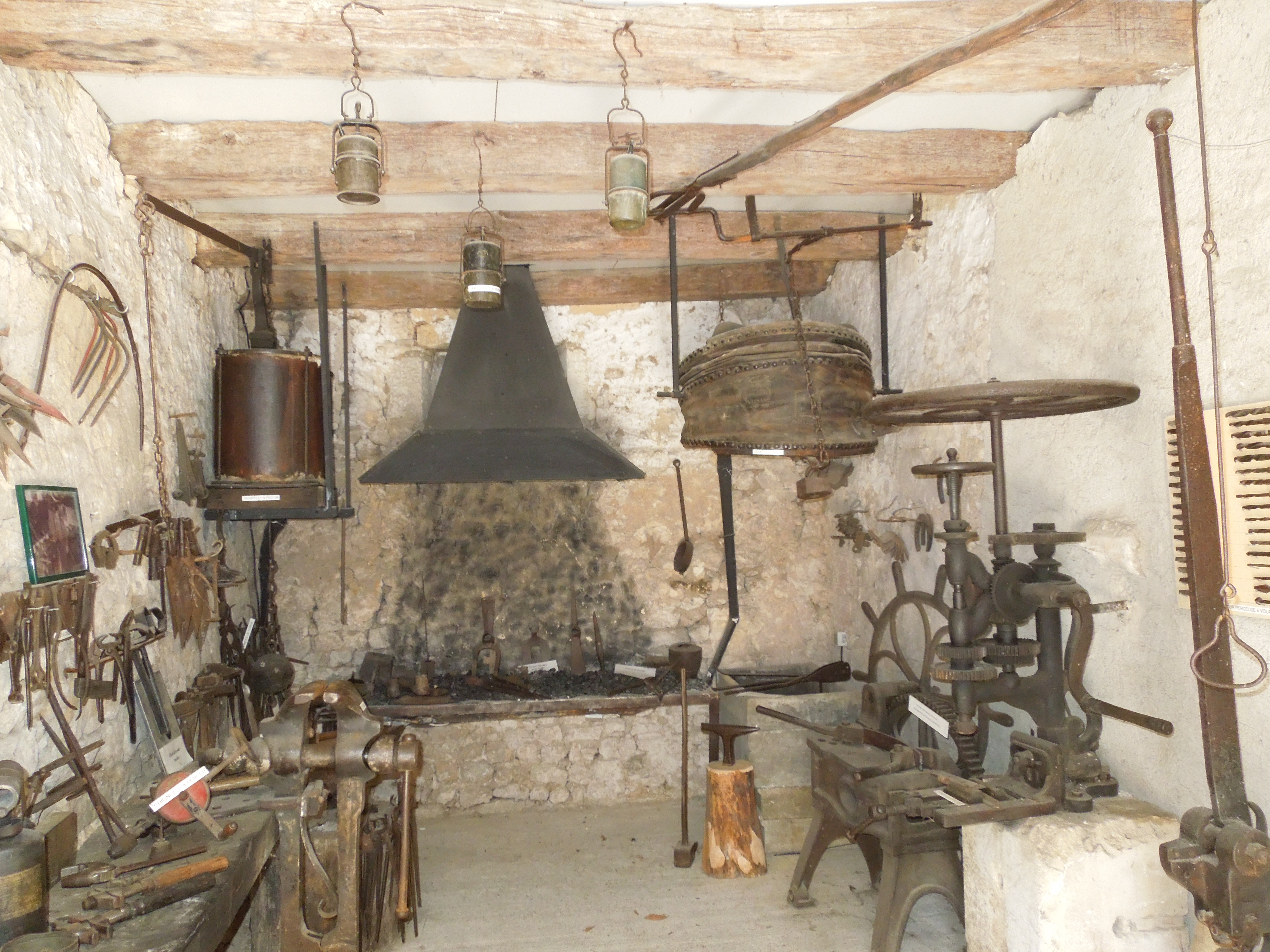
La forge.
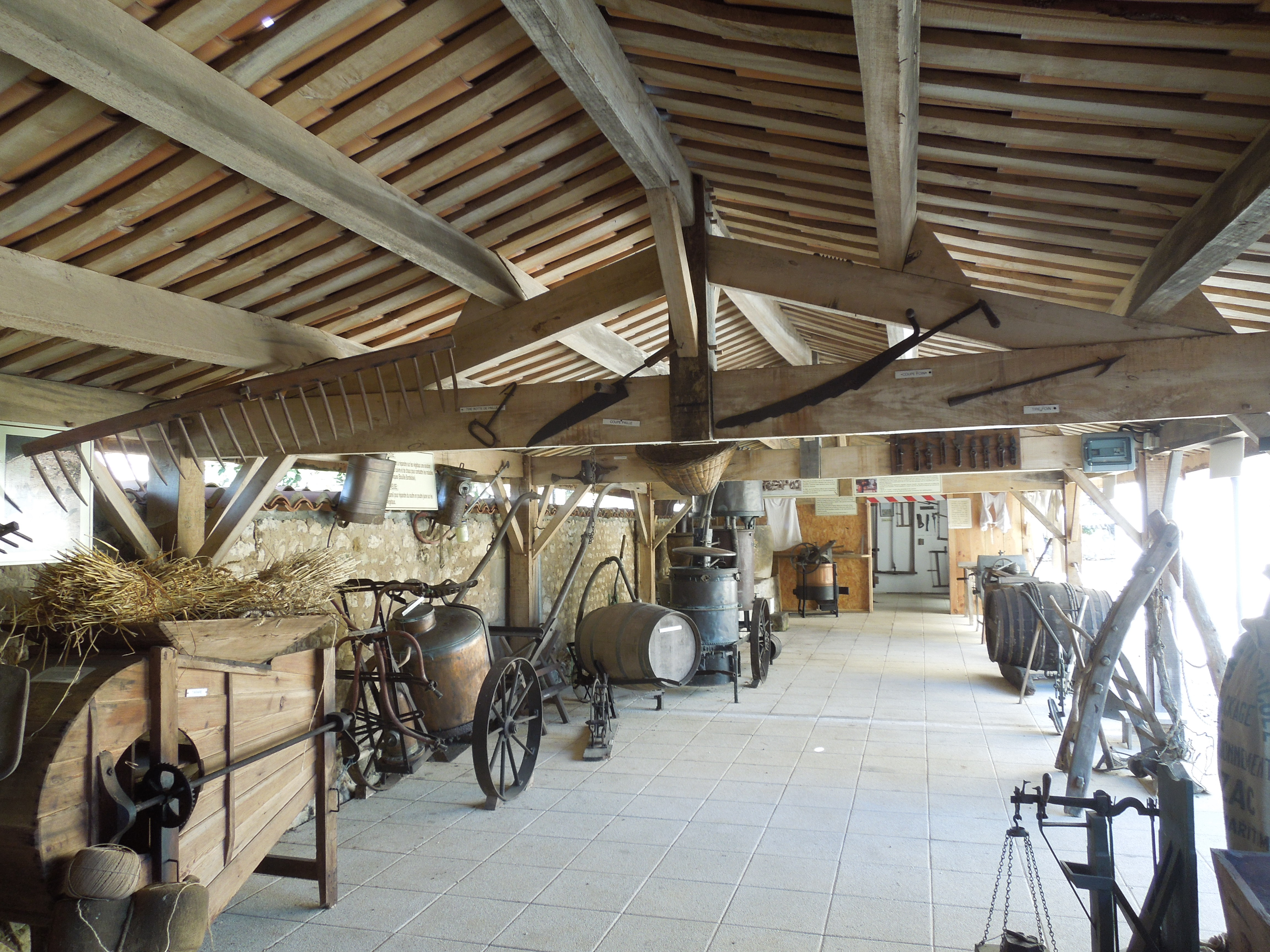
La viticulture.
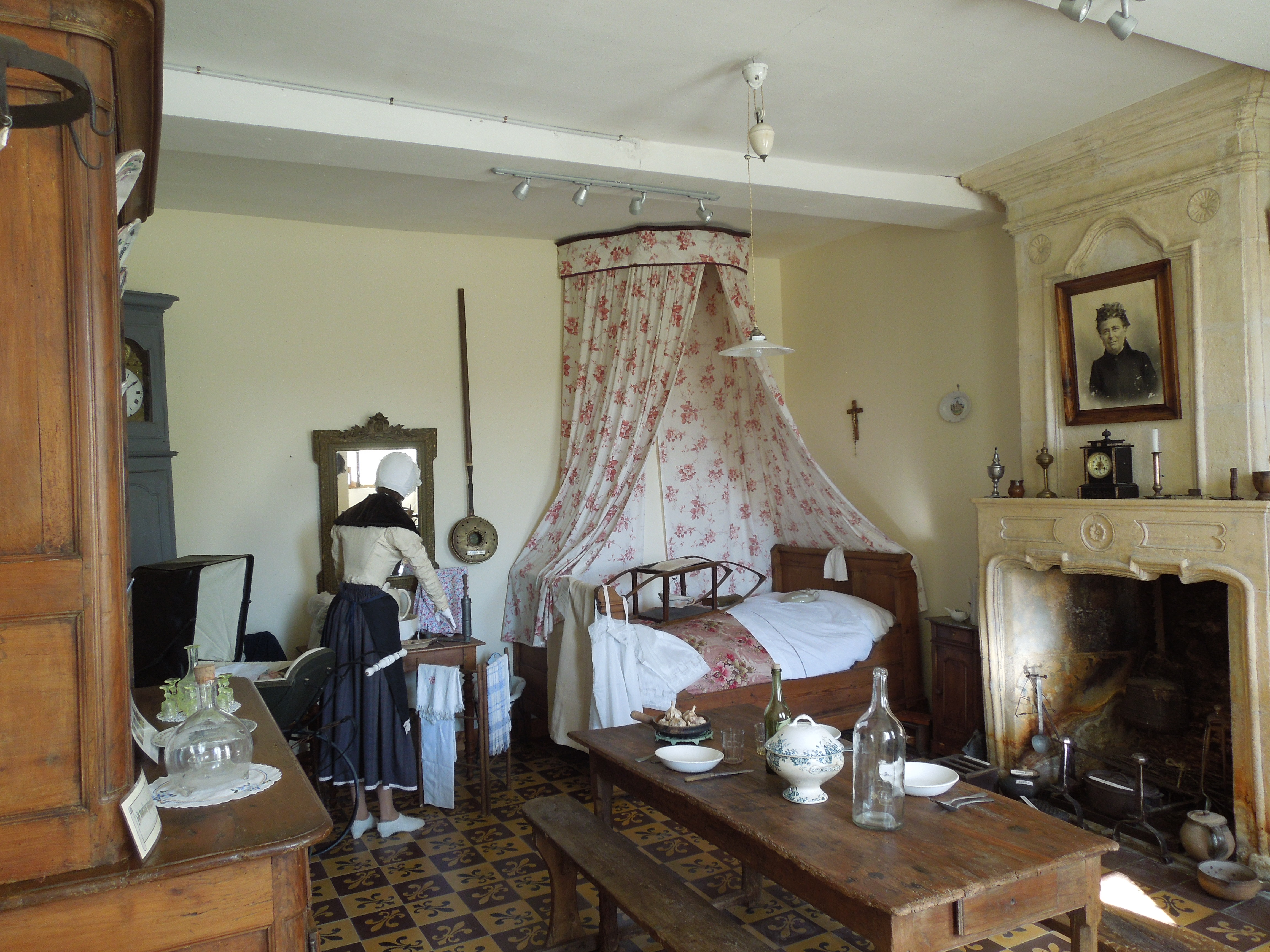
Une chambre à la ferme.